# Distretto di Uzundere
Il distretto di Uzundere (in turco Uzundere ilçesi) è uno dei distretti della provincia di Erzurum, in Turchia.